# Chiètres
Chiètres (en alemany Kerzers) és un municipi del cantó de Friburg, situat al districte de Le Lac.

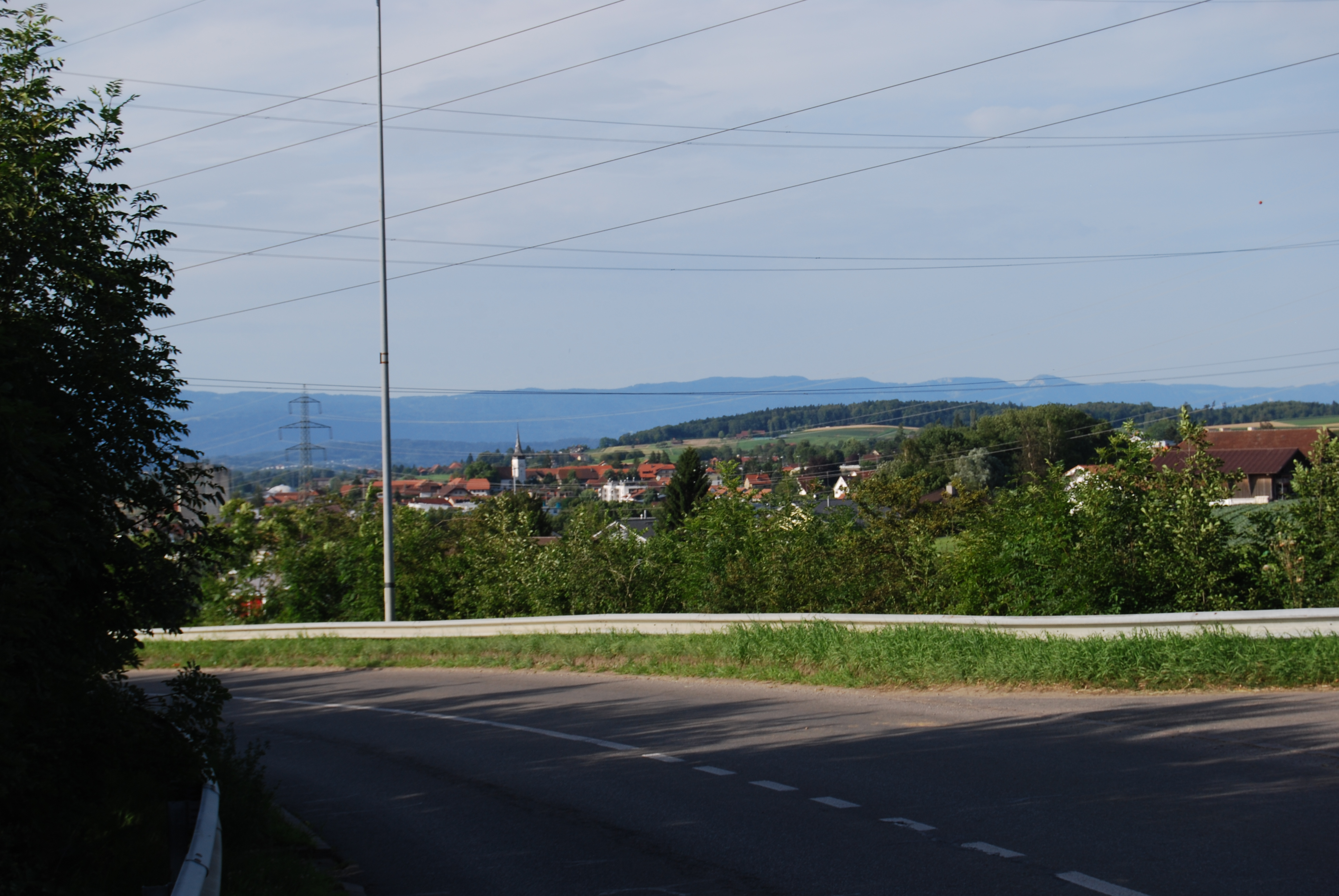
Kerzers